# Parke-Bernet

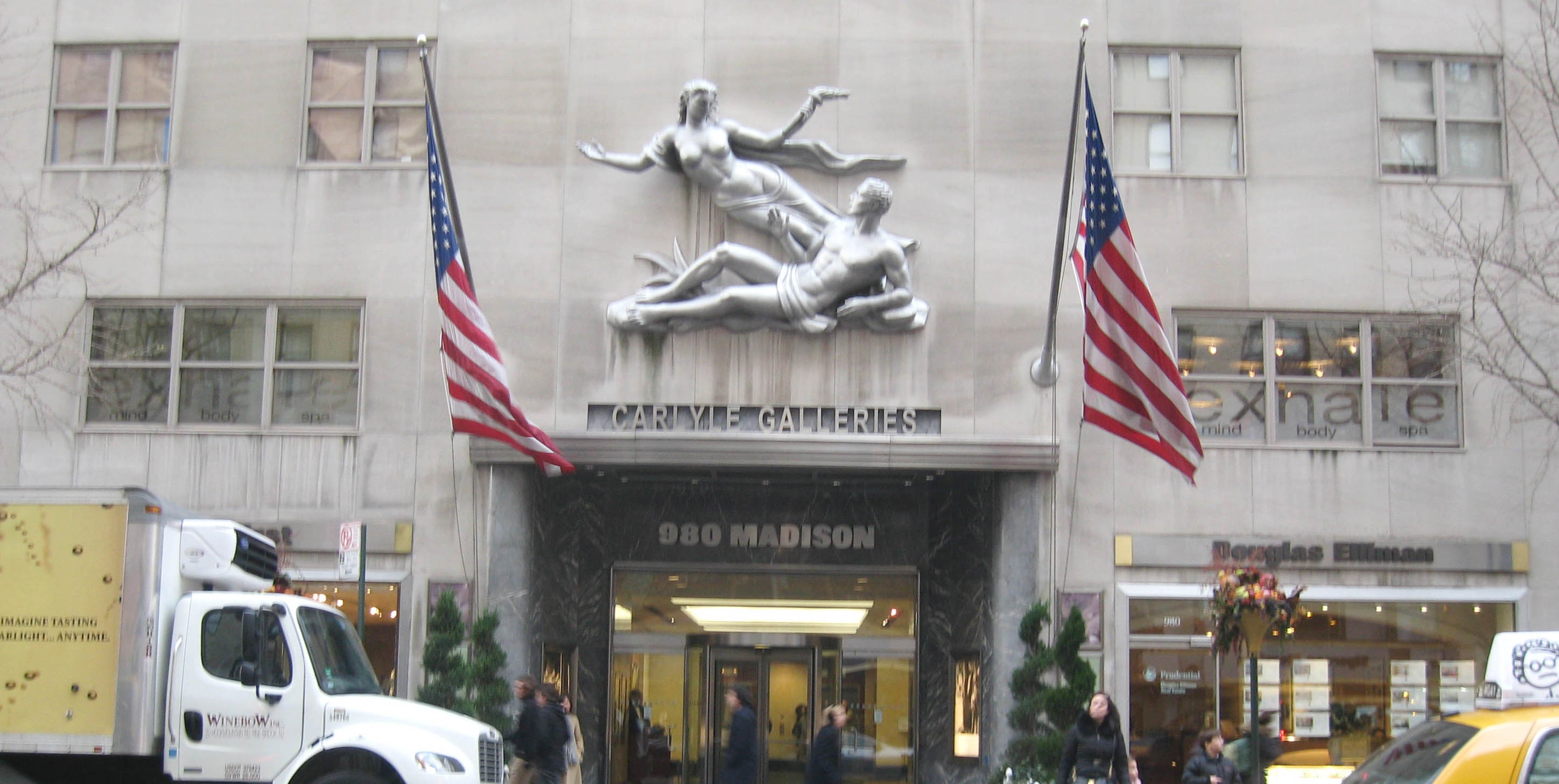
Ehemaliger Sitz von Parke-Bernet an der New Yorker Madison Avenue, heute Carlyle Galleries

Parke-Bernet Galleries Inc. (kurz: Parke-Bernet) war ein New Yorker Auktionshaus. Das 1937 gegründete Unternehmen hatte bei Kunstversteigerungen Mitte des 20. Jahrhunderts eine marktbeherrschende Stellung in den Vereinigten Staaten. 1964 übernahm das britische Auktionshaus Sotheby’s das Unternehmen, das bis 1983 unter dem Namen Sotheby Parke Bernet & Co. firmierte.

## Geschichte
Namensgeber für das Auktionshaus Parke-Bernet waren die beiden Geschäftspartner Hiram Haney Parke und G.T. Otto Bernet. Der 1882 in der Schweiz geborene Bernet begann im Alter von 14 Jahren seine berufliche Laufbahn bei der American Art Association (kurz: A.A.A.) als Botenjunge. Die A.A.A. war zu Beginn des 20. Jahrhunderts das wichtigste Auktionshaus der Vereinigten Staaten für Kunstversteigerungen. Nach zehn Jahren im Unternehmen begann Bernet damit, Kunstwerke zu begutachten und selbst Auktionen durchzuführen. Der 1873 in Philadelphia geborene Parke arbeitete seit 1894 für mehrere Jahre in einem Auktionshaus in seiner Heimatstadt, bevor ihn Thomas Kirby, Direktor der A.A.A., in das New Yorker Auktionshaus holte. 1923 kaufte Cortland F. Bishop die A.A.A. und ernannte Parke und Bernet zu Vizepräsidenten. Parke hatte das Auftreten eines eleganten Gentleman und leitete die bedeutenden Auktionen mit Meisterwerken, während sich der eher bodenständige Bernet um das Alltagsgeschäft kümmerte.
In den 1920er Jahren entwickelte sich das New Yorker Auktionshaus Anderson Galleries zu einem ernstzunehmenden Konkurrenten. Das 1887 gegründete Unternehmen hatte lange Zeit überwiegend Bücher versteigert und begann nun seine Aktivitäten auf den Kunstbereich auszuweiten. 1929 fusionierte A.A.A. mit Anderson Galleries und firmierte nun als American Art Association-Anderson Galleries Inc. oder kurz A.A.A.-A.G. 1933 wurde Parke Präsident und Bernet Vizepräsident des Auktionshauses, das durch die Vereinigung quasi eine Monopolstellung auf dem Kunstmarkt der Vereinigten Staaten hatte. Parke und Bernet besaßen zwar in geringem Umfang Anteile am Unternehmen, wünschten sich aber mehr Mitspracherechte. Als 1935 Cortland F. Bishop starb, beschlossen Parke und Bernet sich selbstständig zu machen.
1937 verließen Parke und Bernet die A.A.A.-A.G. und begründeten das Auktionshaus Parke–Bernet. Ihnen gelang es, 40 weitere Mitarbeiter der A.A.A.-A.G. abzuwerben und innerhalb kürzester Zeit war ihr Erfolg so groß, dass sie die A.A.A.-A.G. komplett übernehmen konnten. Nun war das Auktionshaus Parke–Bernet führend bei Kunstversteigerungen in den Vereinigten Staaten. Am 13. Oktober 1945 starb G. T. Otto Bernet. Sein Partner Parke führte das Unternehmen mit Hilfe seiner Assistenten Leslie Hyam, Louis Marion und Mary Vandergrift weiter. Diese forcierten den Umzug des Auktionshauses in einen hierfür errichteten Neubau an der Ecke Madison Avenue/76th Street gegenüber dem renommierten Carlyle Hotel. Dessen Besitzer, Robert Dowling, hatte den Neubau speziell für Parke-Bernet errichten lassen, um die Attraktivität seines Hotels zu erhöhen. Das Auktionshaus lockte er mit einem zunächst günstig erscheinenden Mietzins von monatlich 7000 US-Dollar. Zudem wurde vereinbart, das Parke-Bernet an Dowling bei Überschreiten eines Jahresumsatzes von sechs Millionen Dollar zwei Prozent des Umsatzes als zusätzlichen Mietzins zu zahlen habe.

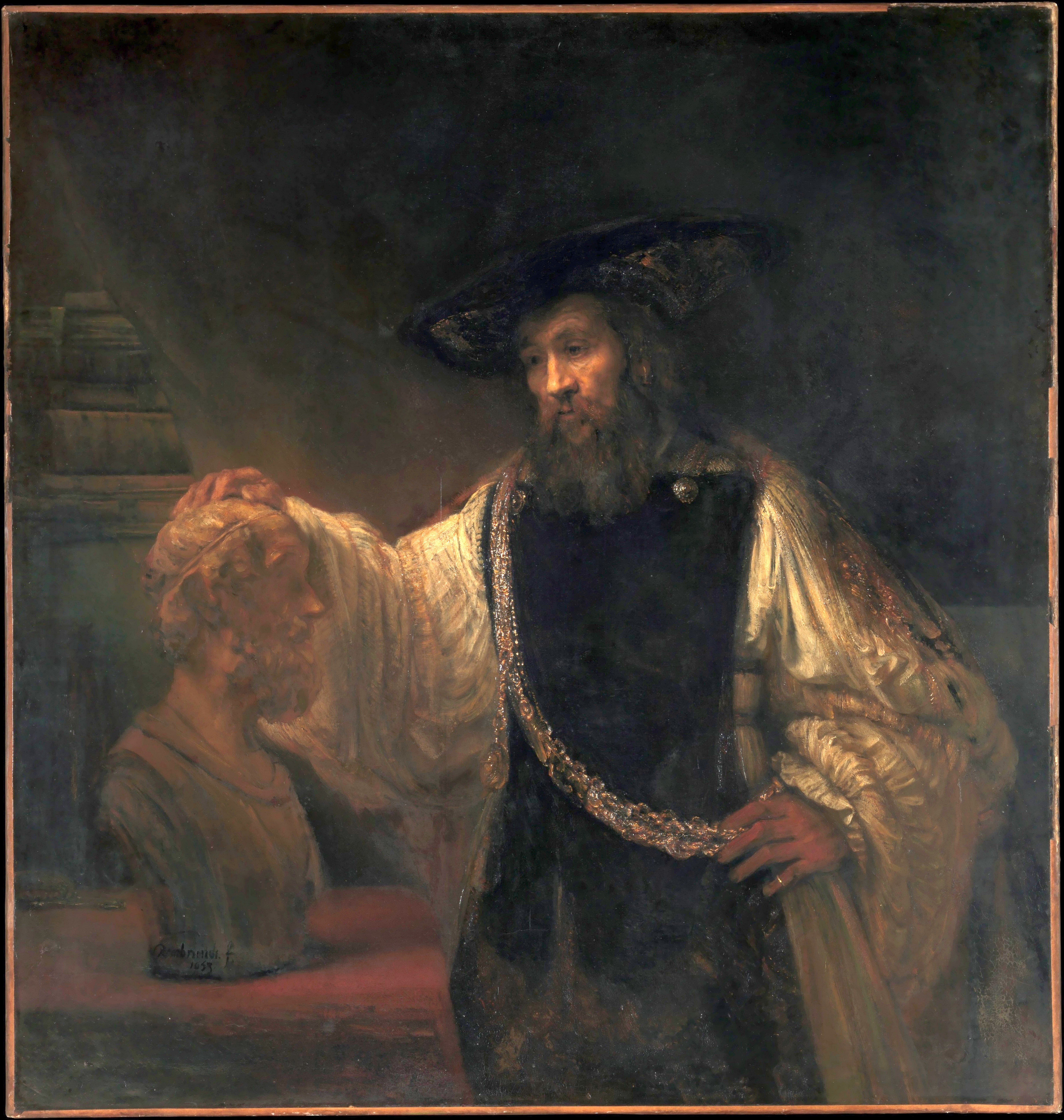
Rembrandt van Rijn: Aristoteles vor der Büste des Homer. 1961 erzielte das Gemälde bei Parke-Bernet den Rekordpreis von 2,3 Millionen Dollar

Kurz nach dem Umzug ging Hiram Haney Parke in den Ruhestand und Leslie Hyam wurde Vorsitzender des Auktionshauses. In den 1950er Jahren nahm der Kunsthandel eine rasante Entwicklung und zu Parke-Bernets regelmäßigen Kunden gehörten Henry Ford II und Paul Mellon, Angehörige der Familien Vanderbilt und Rockefeller, Hollywoodstars und griechische Reeder wie Stavros Niarchos. Zu den bedeutenden Auktionen von Parke-Bernet zählte 1957 der Nachlass des Bankiers Georges Lurcy. Neben französischen Möbeln des 18. Jahrhunderts gab es in dieser Sammlung vor allem Werke des Impressionismus und Spätimpressionismus. Zu den in dieser Auktion vertretenen Künstlern gehörten Paul Gauguin, Raoul Dufy, Claude Monet, Alfred Sisley und Pierre-Auguste Renoir. Auktionsrekorde erzielten Werke von Pierre Bonnard und Édouard Vuillard. Das Spitzenlos war das Gemälde La Serre von Renoir, das für 200.000 Dollar an Henry Ford II ging, gefolgt vom Gemälde Mao Taporo von Paul Gauguin, das der griechische Reeder Alex Goulandris für 180.000 Dollar erwarb. Insgesamt erzielte die Versteigerung der Sammlung Lurcy einen Erlös von 2.221.355 Dollar. Auch nachdem am 1. April 1959 Hiram Haney Parke starb, gelang es noch weitere bemerkenswerte Auktionen durchzuführen. So erregte 1961 der Verkauf der Sammlung von Alfred W. Erickson Aufsehen. Spitzenlos der Sammlung war das Gemälde Aristoteles vor der Büste des Homer von Rembrandt van Rijn, das für 2,3 Millionen Dollar an das Metropolitan Museum of Art versteigert wurde. Das Rembrandtgemälde erzielte damit den bis dahin höchsten je für ein Kunstwerk bei einer Auktion gezahlten Preis.
Die Rekordergebnisse der Lurcy-Auktion oder des Rembrandtgemäldes waren für Parke-Bernet zwar Erfolge, stehen aber auch exemplarisch für die Probleme des Auktionshauses. Die steigenden Umsätze hatten bereits Anfang der 1950er Jahre die Grenze von 6 Millionen Dollar überschritten, sodass die Mietklausel mit der Umsatzbeteiligung durch den Vermieter Dowling griff. So kostete die Miete für das Gebäude in der Madison Avenue Anfang der 1960er Jahre das Auktionshaus fast 20 Prozent seines Rohgewinns. Ein weiteres Problem erwuchs Parke-Bernet durch die europäische Konkurrenz, vor allem durch die Londoner Häuser Sotheby’s und Christie’s. Anders als in den Vereinigten Staaten, war der Kunstmarkt in Europa bedingt durch den Zweiten Weltkrieg nahezu zusammengebrochen. Danach entwickelte sich der Markt nur sehr langsam und erst nachdem 1954 die britische Regierung die Devisenbeschränkungen aufhob, waren die Londoner Versteigerer international konkurrenzfähig. Insbesondere Peter Cecil Wilson, der Chairman von Sotheby’s, hatte seit mehreren Jahren die Absicht, sein Unternehmen auf dem amerikanischen Markt zu positionieren. Das bisher nur am Standort London aktive Auktionshaus versuchte zunehmend die Versteigerung amerikanischer Sammlungen nach England zu holen. Hierbei ist insbesondere die Versteigerung der Goldschmidt-Sammlung 1958 bemerkenswert. Bei dieser nur sieben Werke des Impressionismus und Spätimpressionismus umfassenden Auktion kamen nicht nur die eingelieferten Bilder aus den Vereinigten Staaten, sondern mit einer Ausnahme kamen alle Käufer aus Amerika. Sotheby’s hatte mit dieser Auktion nicht nur eine quasi inneramerikanische Auktion in London abgehalten, sondern vor allem auch die Rekordergebnisse der Lurcy-Auktion weit übertroffen. Für amerikanische Kunden wurden die englischen Auktionshäuser aus mehreren Gründen attraktiv. Parke-Bernet verlangte bei seinen Auktionen eine relativ hohe Verkaufsprovision von bis zu 25 Prozent, was so lange am Markt durchsetzbar war, als sie nahezu eine Monopolstellung hatten. Zudem boten die englischen Versteigerer den Einlieferern einen Mindestverkaufspreis, worauf sich Parke-Bernet nicht einlassen wollten, da ihnen dieses Geschäftsmodell zu riskant erschien. Die Folge war eine zunehmende Verlagerung der amerikanischen Kunstauktionen von New York nach London.
Peter Wilson von Sotheby’s hatte erstmals 1947 ein Übernahmeangebot an Parke-Bernet gerichtet und dies in den Folgejahren wiederholt erneuert. Die Verhandlungen kamen erst 1963 nach dem Suizid von Parke-Bernet-Direktor Leslie Hyam zum Erfolg. 1964 kam es zur Übernahme von Parke-Bernet durch Sotheby’s und das Unternehmen firmierte als Sotheby–Parke–Bernet. Nachdem der amerikanische Investor A. Alfred Taubman 1983 das Auktionshaus übernahm, änderte das Unternehmen seinen Namen in Sotheby’s und der Namenszusatz Parke-Bernet verschwand.